# Arno Wilhelm
Arno Wilhelm (* 4. Mai 1988 in Karl-Marx-Stadt) ist ein deutscher Autor, Dichter und Poetry-Slammer aus Berlin.

## Leben
Arno Wilhelm wuchs in Füssen (Bayern) auf. Im Jahr 2008 zog er nach Berlin, wo er 2009 das erste Mal bei einem Poetry Slam auftrat.
Nach zahlreichen Auftritten in und um Berlin und einer Teilnahme beim ARTE Webslam veröffentlichte er 2010 seinen ersten Gedichtband Schlicht & Ergreifend.
2012 erschien sein zweiter Gedichtband Ich und mein kleines Luxusproblem. Im April desselben Jahres war er mit fünf seiner Texte im Literaturautomaten in Düsseldorf vertreten.
Im Juli 2012 erschien sein erster Roman Jack Rodman – die ganze Wahrheit bei dem Berliner Verlag Periplaneta. 2019 erschien sein zweiter Roman Was man so alles tut kurz vor dem Weltuntergang im Münchener Verlag edition tingeltangel.
2011 gründete er zusammen mit Matthias Niklas die Lesebühne die Dichtungsring, die alle zwei Monate im Laika in Berlin-Neukölln stattfindet. Der zehnte Geburtstag der Lesebühne wurde im März 2021 mit einer Sonderausgabe der Lesebühne auf dem Sender ALEX Berlin im Rahmen einer Fernsehsendung unter dem Titel "10 Jahre Dichtungsring – eine Lesebühne in Altersteilzeit" gefeiert.

## Werke (Auswahl)
- Schlicht & Ergreifend. Lyrik. Leonhard-Thurneysser Verlag Berlin & Basel, Berlin 2010, ISBN 978-3-939176-63-3.
- Ich und mein kleines Luxusproblem. Leonhard-Thurneysser Verlag Berlin & Basel, Berlin 2012, ISBN 978-3-939176-75-6.
- Jack Rodman - die ganze Wahrheit. Periplaneta, Berlin 2012, ISBN 978-3-940767-93-6.
- BABYPOesie - Gedichte mit Bauchzwerg. Periplaneta, Berlin 2013, ISBN 978-3-943876-64-2.
- Was man so alles tut kurz vor dem Weltuntergang. edition tingeltangel, München 2019, ISBN 978-3-944936-54-3.
- Todsicher verschlüsselt. edition tingeltangel, München 2023, ISBN 978-3-944936-66-6.

## Veröffentlichungen in Anthologien (Auswahl)
- Schindluder und Moralapostel – Vision & Wahn Lesebühnen Anthologie Vol. 2. Buch, Periplaneta Verlag, Berlin 2013, ISBN 978-3-943876-63-5
- Die Einsamkeit des Hurenkindes – Vision & Wahn Lesebühnen Anthologie Vol. 3. Buch, Periplaneta Verlag, Berlin 2017, ISBN 978-3-959960-75-5
- Mordsgipfel: Krimis aus den bayerischen Bergen Buch, edition tingeltangel, München 2021, ISBN 978-3-944936-57-4